# Обертас Юлія Миколаївна
Юлія Миколаївна Обертас, в шлюбі Горак (нар.. 19 червня 1984, Дніпропетровськ, Українська РСР) — російська, а раніше українська фігуристка, що виступала в парному фігурному катанні. Останнім її партнером був Сергій Славнов. З ним вони стали срібними призерами чемпіонату Європи 2005 року, неодноразовими призерами етапів Гран-прі і чемпіонатів Росії. Крім того, Юлія стала дворазовою чемпіонкою світу серед юніорів та срібною призеркою у парі з Дмитром Паламарчуком, під прапором України.

## Кар'єра

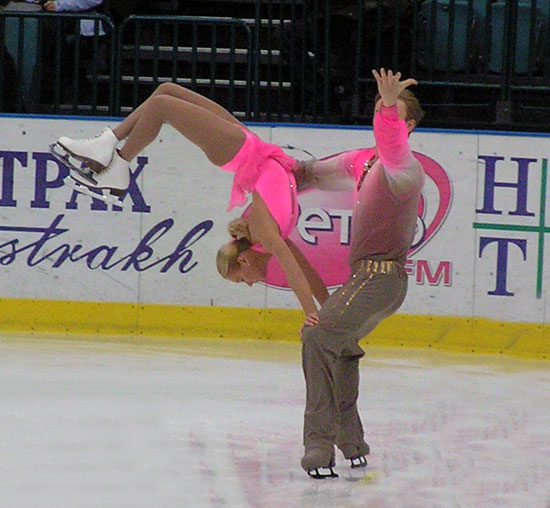
Юлія Обертас і Сергій Славнов

Юлія Обертас почала кататися на ковзанах у п'ять років у рідному Дніпропетровську. До десяти вже непогано каталася як одиночниця, але була дуже маленького зросту тож їй запропонували перейти до парного катання. В сезоні 1995/1996 року вона вже цілком успішно виступала в парі з Дмитром Паламарчуком за збірну Україну. У сезоні 1997/1998 пара Обертас—Паламарчук виграли чемпіонат України стали чемпіонами світу серед юніорів. У 1999 році вони повторили свій успіх.
Влітку 2000 року Юля разом з матір'ю переїхала до Санкт-Петербурга і вступила до групи Людмили Георгіївни Великової. Приблизно в той же час у Великової розпався дует Юлія Шапіро—Олексій Соколов. Була створена нова пара Обертас—Соколов. Вони два роки не могли виступати на міжнародних змаганнях через дискваліфікацію Юлії у зв'язку зі зміною громадянства з українського на російське.
У той же час, на тому ж ковзанці пара займалася Юлія Карбовська — Сергій Славнов. У Обертас з Славновим спочатку зав'язалися романтичні стосунки. Відразу після закінчення сезону 2002/2003 років у квітні Обертас та Славнов стали в пару. А влітку того ж року пара перейшла від Великової до Тамари Миколаївни Москвіної. У Москвіної пара пропрацювала три роки, а після серії невдалих виступів у сезоні 2005/2006 років дует повернувся до Людмили Великової.
Пара оголосила, що пропустить сезон 2007/2008 через травми Юлії і перенесеної Сергієм операції по видаленню апендициту. У 2008 році вони виступали в шоу Євгена Плющенка.
Влітку 2008 року заявили, що не з'являться на змаганнях початку сезону 2008/2009, але, можливо, виступлять на чемпіонаті Росії 2009 року., однак цього не сталося.
Восени 2008 року Юлія взяла участь у телешоу каналу РТР «Зоряний лід», де виступала в парі з актором Олександром Пєсковим. Очевидно, фігуристи завершили любительську кар'єру, хоча офіційно про це не оголошували.

## Особисте життя
У 2010 році Обертас пошлюбила чеського фігуриста Радека Горака — чемпіона Чехії 1998 року. Після деякого часу роботи тренеркою разом з чоловіком в Італії, зараз тренує в Стокгольмі, Швеція.

## Спортивні досягнення

### за Росію
(з С. Славновим)
| Змагання                             | 2003-2004 | 2004-2005 | 2005-2006 | 2006-2007 |
| ------------------------------------ | --------- | --------- | --------- | --------- |
| Зимові Олімпійські ігри              |           |           | 8         |           |
| Чемпіонати світу                     | 7         | 5         | 8         |           |
| Чемпіонати Європи                    | 4         | 2         | 4         | 4         |
| Чемпіонати Росії                     | 3         | 3         | 2         | 2         |
| Фінали Гран-Прі                      |           | 4         | 5         |           |
| Етапи Гран-Прі: NHK Trophy           |           |           |           | 6         |
| Етапи Гран-Прі: Trophee Eric Bompard |           |           |           | 3         |
| Етапи Гран-Прі: Cup of Russia        | 5         | 2         | 2         |           |
| Етапи Гран-Прі: Skate America        |           | 2         | 3         |           |
| Етапи Гран-Прі: Skate Canada         | 6         |           |           |           |
| Етапи Гран-Прі: Bofrost Cup          | 2         |           |           |           |

(з А. Соколовим)
| Змагання                           | 2000-2001 | 2001-2002 | 2002-2003 |
| ---------------------------------- | --------- | --------- | --------- |
| Чемпіонати світу                   |           |           | 8         |
| Чемпіонати Європи                  |           |           | 5         |
| Чемпіонати Росії                   | 4         | 4         | 3         |
| Фінали Гран-Прі                    |           |           | 4         |
| Етапи Гран-Прі: Cup of Russia      |           | 5         | 3         |
| Етапи Гран-Прі: Bofrost Cup on Ice |           |           | 2         |
| Етапи Гран-Прі: NHK Trophy         |           | 4         |           |
| Етапи Гран-Прі: Skate America      |           | 4         |           |
| Nebelhorn Trophy                   |           |           | 2         |

### за Україну
(з Д. Паламарчуком)
| Змагання                        | 1996-1997 | 1997-1998 | 1998-1999 | 1999-2000 |
| ------------------------------- | --------- | --------- | --------- | --------- |
| Чемпіонати світу                |           |           | 11        | WD        |
| Чемпіонати Європи               |           | 7         | 6         | 6         |
| Чемпіонат світу серед юніорів   |           | 1         | 1         | 2         |
| Чемпіонати України              | 3         |           |           |           |
| Чемпіонат України серед юніорів | 4         |           |           |           |
| Trophée Lalique                 |           |           |           | 7         |
| Етапи Гран-Прі: Skate Canada    |           |           |           | 5         |
| Skate Israel                    |           |           |           | 1         |
| Nebelhorn Trophy                |           |           |           | 3         |